# Lamprosema leuconephralis
Lamprosema leuconephralis là một loài bướm đêm trong họ Crambidae.